# Peter Josef Zeltner

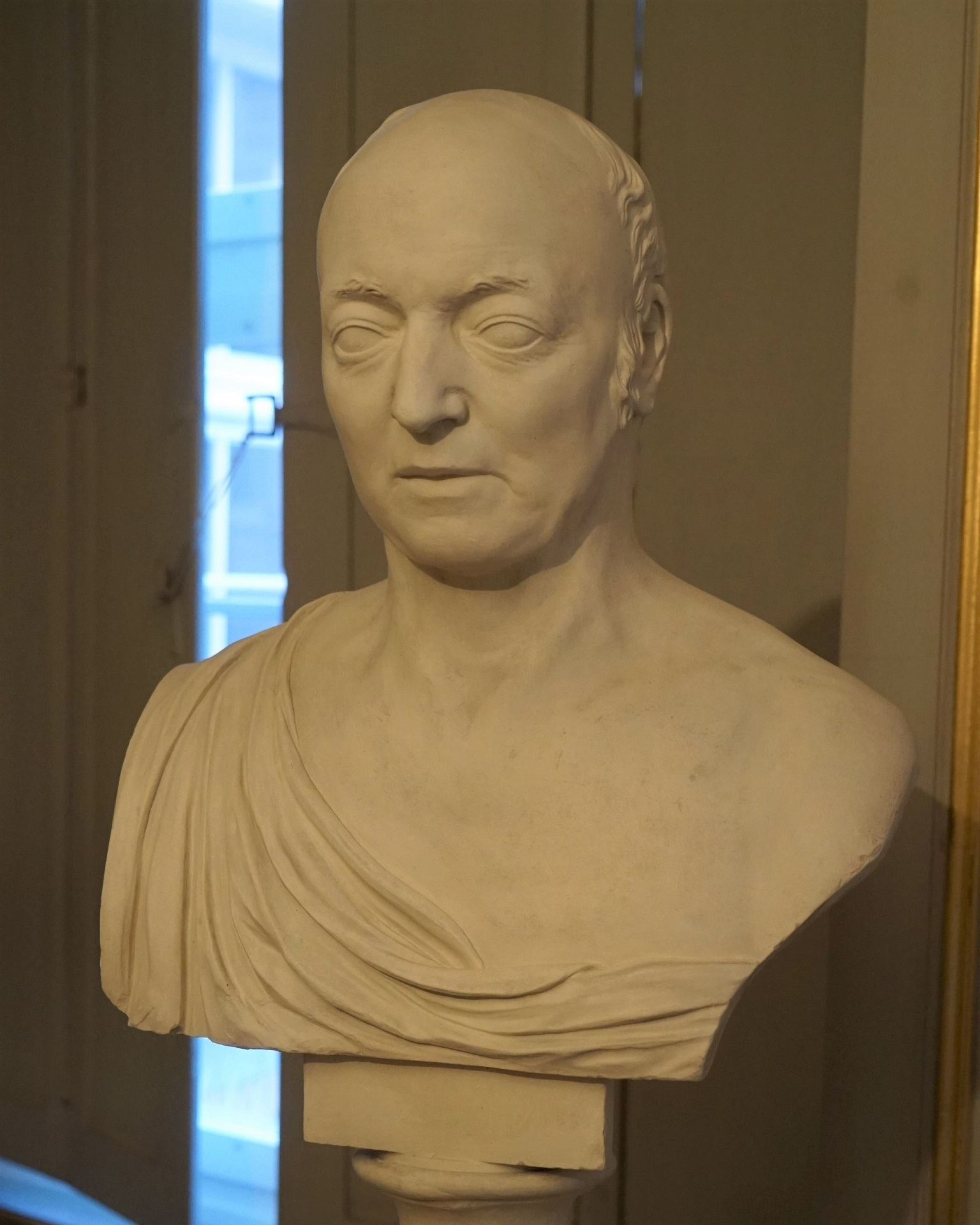
Büste von Peter Josef Zeltner (Kosciuszko-Museum)

Peter Josef Zeltner (* 30. November 1765 in Solothurn, heimatberechtigt ebenda; † 22. Januar 1830 ebenda) war ein Schweizer Offizier, Grossrat und erster helvetischer Gesandter in Frankreich.

## Leben und Familie
Peter Josef Zeltner war der Sohn des Grossrats Franz Anton Zeltner und der Maria Anna geborene de La Martinière. Er heiratete Angelica Charlotte Drouin de Vandeuil de Lhuis. Die Familie war römisch-katholisch.
Zeltner besuchte das Jesuitenkollegium in seiner Heimatstadt. Von 1783 bis 1791 war er Offizier der Schweizergarde in Paris. Anschliessend war er bis 1798 Grossrat in Solothurn und zugleich bis 1795 Salzkassier. Im Jahr 1795 wurde Zeltner nach Ulm entsandt.
Bei der Ankunft Napoleon Bonapartes am 23. November 1797 liess Zeltner Salut schiessen. Wegen Verstosses gegen das Nachtschiessverbot kam er in Haft, was in der Folge zu einem diplomatischen Nachspiel mit Frankreich führte. Im folgenden Jahr wurde Zeltner Mitglied der provisorischen Solothurner Regierung und helvetischer Grossrat. Von 27. April 1798 bis zum 21. Februar 1800 diente er als erster helvetischer Gesandter in Paris. Auf seinem Landgut Berville bei Fontainebleau beherbergte er den polnischen Freiheitshelden Tadeusz Kościuszko, der seine letzten Lebensjahre bei Zeltners Bruder Xaver in Solothurn verbrachte.
Von 1814 bis zu seinem Tod am 22. Januar 1830 war Peter Josef Zeltner wieder Solothurner Grossrat. Er gehörte den Freimaurern an.